# Dagmar Käsling
Dagmar Käsling, verheiratete Lühnenschloß (* 15. Februar 1947 in Magdeburg), ist eine deutsche ehemalige Leichtathletin und Olympiasiegerin, die für die DDR startete. Nach ihrer sportlichen Karriere war sie Dozentin an der Pädagogischen Hochschule Magdeburg und außerplanmäßige Professorin am Institut für Sportwissenschaft der Otto-von-Guericke-Universität Magdeburg.

## Laufbahn

### Sport
Dagmar Käsling begann im Alter von sieben Jahren bei der Betriebssportgemeinschaft (BSG) Post Magdeburg mit dem Turnsport. Sie bestand die Eignungstests im Schwimmen, Turnen und Dreikampf und besuchte in der Folge eine Kinder- und Jugendsportschule (KJS). 1958 wechselte sie in die Leichtathletikabteilung der BSG Einheit Pädagogik Magdeburg, wo sie sich zunächst als Mehrkämpferin betätigte. Sie konnte die zentrale Kinder- und Jugendspartakiade der DDR für sich entscheiden und wurde in die Nachwuchsauswahl aufgenommen.
Für den SC Magdeburg startend gewann Käsling 1969 bei den Hallenmeisterschaften eine Silbermedaille über 55 Meter Hürden. Im Jahr darauf wechselte sie in eine von Klaus Wübbenhorst geleitete Trainingsgruppe, der u. a. die späteren Olympiasiegerinnen Annelie Ehrhardt, Waltraud Dietsch und ihr späterer Ehemann Gerhard Lühnenschloß angehörten. Zu diesem Zeitpunkt studierte sie am Standort Magdeburg der Deutschen Hochschule für Körperkultur (DHfK) und arbeitete als Lehrerin an der Magdeburger Mehring-Schule, sodass sie nur abends trainieren konnte. 1971 wurde sie Dritte bei den Hallenmeisterschaften im 50-Meter-Hürdenlauf.
Auf das Betreiben ihrer Trainer wechselte sie erneut die Disziplin; 1971 belegte sie bei den DDR-Meisterschaften über 400 Meter noch den fünften Platz, im Folgejahr gewann sie die Bronzemedaille, bei den Hallenmeisterschaften sogar die Silbermedaille. Folglich wurde Käsling bei der Formierung der Olympiastaffel berücksichtigt. Anfang 1972 gelang ihr in der Mannschaft eine Verbesserung des Weltrekords in der 4-mal-400-Meter-Staffel auf 3:28,2 Minuten.
Nachdem sie am 7. September 1972 bei den XX. Olympischen Spielen in München im Einzellauf über 400 Meter Platz sieben belegt hatte, gewann Käsling am 10. September zusammen mit ihren Teamkolleginnen Rita Kühne, Helga Seidler und Monika Zehrt mit einer Weltrekordzeit von 3:22,95 Minuten die Mannschaftsgoldmedaille der 4-mal-400-Meter-Staffel. Bereits am Tag zuvor, im zweiten Vorlauf, hatten sie den Weltrekord der 400-Meter-Staffel auf 3:28,48 Minuten verbessern können. Diese Staffel wurde 1972 in der DDR-Sportlerumfrage zur Mannschaft des Jahres gewählt. Zudem erhielt Käsling 1972 den Vaterländischen Verdienstorden in Silber. Der Weltrekord wurde bereits bei den nächsten Olympischen Spielen 1976 in Montreal von der Staffel der DDR unterboten.
Wenige Tage nach ihrem Olympiasieg heiratete sie Gerhard Lühnenschloß. Bei den Hallenmeisterschaften 1973 der Staffel über vier Runden à 250 Meter kam sie noch einmal auf Platz zwei, bevor sie 1974 ihre Karriere beendete. In ihrer Wettkampfzeit war sie 1,70 Meter groß und 59 Kilogramm schwer.
Im Jahr 2010 äußerte sie im Deutschlandfunk in Bezug auf das staatliche Doping in der DDR die Auffassung, dass Marita Koch ihr (Stand 2025) immer noch gültiger 400-Meter-Weltrekord entzogen werden solle, und beteuerte indessen, dass sie selbst nicht gedopt habe und ihre persönliche Bestzeit von 51,50 Sekunden über die 400-Meter-Distanz definitiv ohne Doping möglich sei.
| Disziplin | Leistung                                                                                             | Datum             | Ort         |
| --- | --- | ----------------- | ----------- |
| 100 Meter | 11,6 s                                                                                               | 21. Juli 1971     | Magdeburg   |
| 200 Meter | 23,8 s                                                                                               | 25. Juli 1971     | Berlin      |
| 400 Meter | 51,5 s                                                                                               | 18. August 1972   | Potsdam     |
| 80 Meter Hürden | 11,0 s                                                                                               | 28. August 1968   | Magdeburg   |
| 100 Meter Hürden | 13,7 a s                                                                                             | 29. Juli 1967     | Halle/Saale |
| 100 Meter Hürden | 14,0 s                                                                                               | 1969              | k. A.       |
| 200 Meter Hürden | 29,0 s                                                                                               | 3. Juni 1969      | Magdeburg   |
| Weitsprung | 5,90 m                                                                                               | 6. September 1970 | Erfurt      |
| Fünfkampf (1961–1968) | 4594 b Punkte                                                                                        | 22. Juni 1968     | Cottbus     |
| Fünfkampf (1961–1968) | 11,2 s (80 m Hürden) – 11,54 m (Kugel) – 1,55 m (Hochsprung) – 5,89 m (Weitsprung) – 25,3 s (200 m)  |                   |             |
| Fünfkampf (1969–1976) | 4168 Punkte                                                                                          | 6. September 1970 | Erfurt      |
| Fünfkampf (1969–1976) | 13,8 s (100 m Hürden) – 12,01 m (Kugel) – 1,56 m (Hochsprung) – 5,90 m (Weitsprung) – 24,6 s (200 m) |                   |             |
| Anmerkungen: a Hürdenhöhe betrug 1967 nur 76,4 cm statt der sonst üblichen 83,82 cm b sachsen-anhaltischer Landesrekord in dieser Disziplinenkombination | |                   |             |

### Wissenschaft
Da Käßling-Lühnenschloß „Lehrerin bleiben wollte“, wie sie 2015 im Interview äußerte, studierte sie von 1975 bis 1978 an der Pädagogischen Hochschule Potsdam Deutsch als Zweitfach. Anschließend promovierte sie 1980 im Rahmen einer Aspirantur an der Pädagogischen Hochschule Magdeburg mit einer Arbeit über Die Anwendbarkeit trainingsspezifischer Übungen der Schnelligkeit und der Ausdauer im Schulsport der Klassenstufen 9 und 10 und die Auswirkungen auf die sportliche Leistungsentwicklung dieser Altersgruppe zur Dr. paed. 1983 folgte ebenda die Promotion B zur Dr. sc. bei Günter Thieß mit der Arbeit Zu Fragen der Einstellung unserer Schülerinnen und Schüler der 4. bis 10. Klassen zum Sportunterricht und zu den Lehrgängen Leichtathletik, Gerätturnen und Sportspiele.
Von ihrer Ernennung zur Hochschuldozentin an der PH Magdeburg 1983 bis zu ihrem Ruhestand 2012 war Dagmar Käsling-Lühnenschloß als Hochschullehrerin in Magdeburg tätig, seit 1996 als außerplanmäßige Professorin am Institut für Sportwissenschaften der Otto-von-Guericke-Universität Magdeburg in den Bereichen Trainingswissenschaft sowie Leichtathletik.

## Schriften (Auswahl)
- mit Bernd Dierks: Schnelligkeit. Hofmann, Schorndorf 2005, ISBN 3-7780-0161-2 (2. Aufl. u.d.T.: Handbuch Schnelligkeit. Theorie und Praxis der Schnelligkeit).
- mit Peter Wastl (Hrsg.): Quo vadis olympische Leichtathletik? Probleme, Bilanzen, Perspektiven (= Schriften der Deutschen Vereinigung für Sportwissenschaft. Band 181). Czwalina, Hamburg 2008, ISBN 978-3-88020-512-3.
- Peter Hirtz, Gudrun Ludwig, Bernd Dierks, Hans-Joachim Vilkner (Hrsg.): Reaktion. Hofmann, Schorndorf 2012, ISBN 978-3-7780-2541-3.